# Fontarón
Fontarón est une paroisse galicienne appartenant à la municipalité espagnole de Becerreá, dans la province de Lugo.
En 2018, la population est de 46 habitants.
Il a 11,66 km² de surface   et 870 m d'altitude.